# Lopadotemachoselachogaleokranioleipsanodrimhypotrimmatosilphiokarabomelitokatakechymenokichlepikossyphophattoperisteralektryonoptokephalliokinklopeleiolagoosiraiobaphetraganopterygon

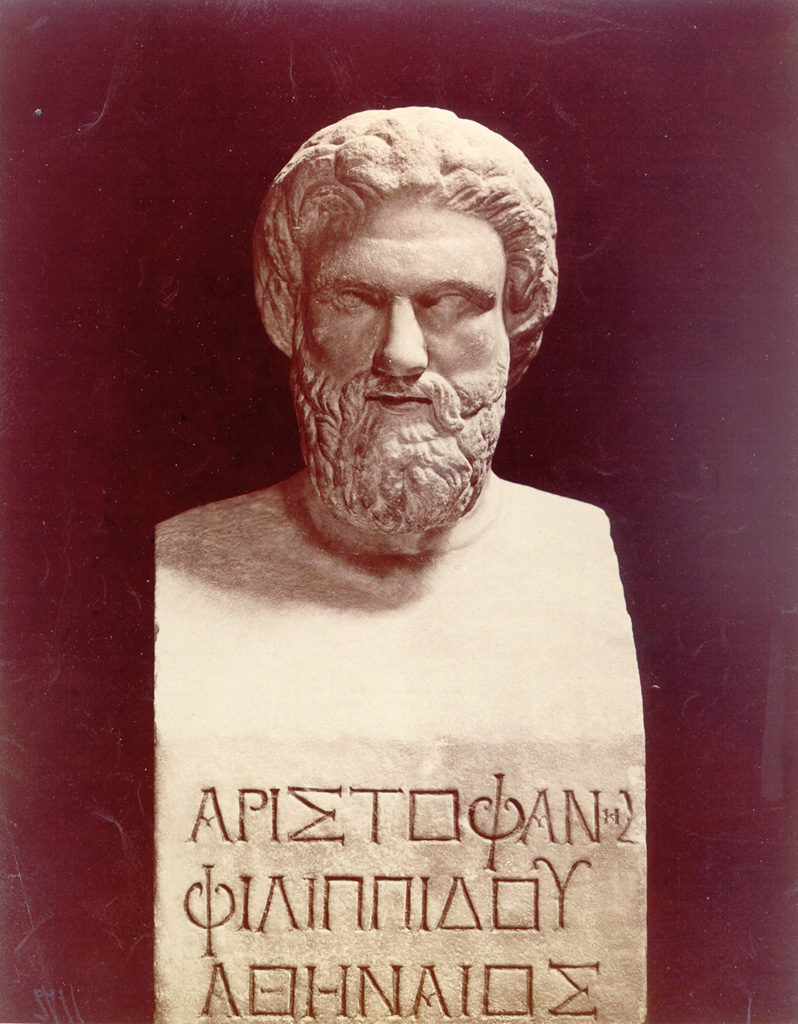
Büste von Aristophanes in der Uffizi Gallerie, Florenz, Italien.

Lopadotemachoselachogaleokranioleipsanodrimhypotrimmatosilphiokarabomelitokatakechymenokichlepikossyphophattoperisteralektryonoptokephalliokinklopeleiolagoosiraiobaphetraganopterygon ist ein erfundenes Gericht, das am Ende von Aristophanes’ Komödie Die Weibervolksversammlung erwähnt wird.

## Inhalt
Es ist die Transkription des altgriechischen Wortes λοπαδοτεμαχοσελαχογαλεοκρανιολειψανοδριμυποτριμματοσιλφιοκαραβομελιτοκατακεχυμενοκιχλεπικοσσυφοφαττοπεριστεραλεκτρυονοπτοκεφαλλιοκιγκλοπελειολαγῳοσιραιοβαφητραγανοπτερύγων. Liddell & Scott übersetzen dies als Name einer Speise, die aus allen Arten von Leckerbissen, Fisch, Fleisch, Geflügel und Saucen besteht.
Das Original besteht aus 171 Buchstaben und ist 78 Silben lang. Es war durch Jahrhunderte das längste bekannte Wort und zeigt vor allem die Freude der Griechen an spielerischen Wortzusammensetzungen. Laut dem Guinness-Buch von 1990 ist es das längste Wort, das je in der Literatur verwendet wurde.

## Kontext
In seiner Komödie Die Weibervolksversammlung stellt Aristophanes die Frauen als eine latente revolutionäre Kraft dar, die empört über die Politik ihrer Männer sind, die von Kriegen, Habsucht und Rüstungspolitik geprägt ist. Angeführt von der klugen Praxagora verkleiden sich die Frauen als ihre eigenen Ehemänner und gelangen so in die Volksversammlung. Dort setzen sie aufgrund ihrer Stimmenmehrheit durch, dass die Macht im Staat an sie übergeht. So fordert Praxagora (in der Übersetzung von Ludwig Seeger):
„Hört: Alles wird künftig Gemeingut sein und Allen wird Alles gehören,

Sich ernähren wird Einer wie Alle fortan, nicht Reiche mehr gibt es noch Arme,

Nicht besitzen wird Der viele Jucharte Lands und Jener kein Plätzchen zum Grabe;

Nicht Sklaven in Meng’ wird halten der Ein’, und der Andre nicht Einen Bedienten,

Nein, Allen und Jeden gemeinsam sei gleichmäßig in Allem das Leben!“
Später sagt eine Magd:
„Es gibt noch C h i e r (*), o die Füll’! und sonst

Viel Leck’res! Darum macht nicht lang und kommt

Und wer vom Publikum uns günstig ist,

Und von den Richtern wer nicht seitwärts schielt,

Der komme mit! Wir tischen gern ihm auf!“
Und vor dem Schluss-Chorus singt die Chorführerin:
„Rüttelt den leeren Bauch,

Denn es winken euch:

Austernschneckenlachsmuränen-

Essighonigrahmgekröse-

Butterdrosselnhasenbraten-

Hahnenkammfasanenkälber-

Hirnfeldtaubensyruphäring-

Lerchentrüffelngefüllte Pasteten!“
Das Gericht war ein Frikassee mit mindestens 16 verschiedenen süßen und sauren Zutaten.
Dazu gehörten:
- Fischstreifen
- Knorpelfisch
- fermentierte Dornhaiartige
- ein scharfes Gericht mit verschiedenen geraspelten und gemahlenen Zutaten (Curry)
- Silphium, eine Art Allheil-Kraut
- Garnelen
- Honig
- Lippfische (oder Drosseln)
- eine weitere Fisch-Art oder Amsel als Dekoration
- Ringeltaube
- Haustaube
- Huhn
- geröstete Köpfe vom Zwergtaucher
- Hasen, dies könnte jedoch auch eine Art von Vogel oder Schnecke sein
- eingekochter neuer Wein
- Flosse

## In englischen Übersetzungen
In einer englischen Prosa-Übersetzung von Leo Strauss (1966) wird es als oysters-saltfish-skate-sharks’-heads-left-over-vinegar-dressing-laserpitium-leek-with-honey-sauce-thrush-blackbird-pigeon-dove-roast-cock's-brains-wagtail-cushat-hare-stewed-in-new-wine-gristle-of-veal-pullet's-wings wiedergegeben.
Eine Vers-Übersetzung von Benjamin Bickley Rogers (1902) folgt Versmaß und ursprünglicher Komposition:
Plattero-filleto-mulleto-turboto-

-Cranio-morselo-pickleo-acido-

-Silphio-honeyo-pouredonthe-topothe-

-Ouzelo-throstleo-cushato-culvero-

-Cutleto-roastingo-marowo-dippero-

-Leveret-syrupu-gibleto-wings.
Eine ältere Übersetzung des Reverends Rowland Smith (1833) in Paarreimen zerstört den Originalzusammenhang des Wortes:
Limpets, oysters, salt fish,

And a skate too a dish,

Lampreys, with the remains

Of sharp sauce and birds' brains,

With honey so luscious,

Plump blackbirds and thrushes,

Cocks' combs and ring doves,

Which each epicure loves,

Also wood-pigeons blue,

With juicy snipes too,

And to close all, O rare!

The wings of jugged hare!